# Verpel
Verpel is een gemeente in het Franse departement Ardennes in de regio Grand Est en telt 67 inwoners (2018). De plaats maakt deel uit van het arrondissement Vouziers.

## Geschiedenis
Tussen 1973 en 1985 maakte ook Imécourt deel uit van de gemeente. Beide gemeenten maakten deel uit van het kanton Buzancy tot dit op 22 maart werd opgeheven en de gemeenten werden opgenomen in het kanton Vouziers.

## Geografie
De oppervlakte van Verpel bedraagt 14,0 km², de bevolkingsdichtheid is dus 6,1 inwoners per km².
De onderstaande kaart toont de ligging van Verpel met de belangrijkste infrastructuur en aangrenzende gemeenten.

## Demografie
Onderstaande figuur toont het verloop van het inwonertal (bron: INSEE-tellingen).

Vanwege een beveiligingsprobleem met de MediaWiki Graph-software is het momenteel niet mogelijk deze grafiek weer te geven. Zodra de software is bijgewerkt zal de grafiek vanzelf weer zichtbaar worden.